# پودکامپینوس
پودکامپینوس (به لهستانی:  Podkampinos) یک روستا در لهستان است که در گمینا کامپینوس واقع شده‌است.